# Anse-à-Veau
Anse-à-Veau, in creolo haitiano Ansavo, è un comune di Haiti facente parte dell'arrondissement di Anse-à-Veau nel dipartimento di Nippes.